# Mō hitotsu no mirai o
Mō hitotsu no mirai o (もうひとつの未来を? conosciuto anche come "A.U.F.L. - au Unlimited Future Laboratory", lett. "Un altro futuro") è una serie di cortometraggi anime ONA diretta da Kenji Kamiyama. Pubblicata in streaming dall'11 dicembre 2013 sino al 13 marzo 2014 sul canale YouTube della compagnia KDDI per scopi pubblicitari..

## Trama
Nei laboratori R&D lavorano ad una nuova tecnologia nel campo delle telecomunicazioni: la messa a punto di un telefono in grado di chiamare nel futuro. Finora le chiamate riescono ad essere effettuate solo in uscita e solo le due cavie Kido e Mizue riescono ad interagire con i telefoni impostati appositamente per loro. Tuttavia le aziende rivali sabotano comunque il progetto e compiono un attacco terroristico per gettare il laboratorio nel caos ed impadronirsi di uno dei due prototipi.
Quando Daisuke viene contattato dagli attentatori - che gli propongono di vender loro i piani e i dati in cambio di più soldi - egli rifiuta poiché una miracolosa chiamata della madre dal futuro, ricevuta attraverso il prototipo di Yu, avverte i due ragazzi che il "telefono verso il domani" non farà che creare disagi e mettere addirittura a rischio l'umanità. Riusciti a rintracciare i malviventi in combutta con le compagnie rivali, questi vengono arrestati ed il progetto congelato. Sarà compito delle generazioni future avvalersi di tale tecnologie, non prima di averle adeguatamente padroneggiate.

## Personaggi
Daisuke Kido (城戸 大助?, Kido Daisuke)
Doppiato da: Jun Fukuyama
Uno dei due sperimentatori del telefono del domani. In un possibile futuro si lascia corrompere dai soldi e dalla fama per vendere il progetto a delle compagnie senza scrupoli.
Yu Mizue (水絵 ゆう?, Mizue Yū)
Doppiata da: Ayane Sakura
Una dei due sperimentatori del telefono del domani.
Fyūto (フュート?, Fuyūto)
Doppiata da: Ai Kakuma
Mascotte virtuale della casa di produzione KDDI e narratrice delle vicende del laboratorio R&D.